# آرژونتری
آرژونتری (به فرانسوی: Argentré) یک کمون در فرانسه است که در canton of Argentré واقع شده‌است. آرژونتری ۳۶٫۷۷ کیلومتر مربع مساحت دارد ۱۰۰ متر بالاتر از سطح دریا واقع شده‌است.

## خواهرخوانده
شهر بابنهاوزن (بایرن) خواهرخواندهٔ آرژونتری هست.